# はばたき信用組合
はばたき信用組合（はばたきしんようくみあい）は、新潟県新潟市江南区に本店を置く信用組合。

## 概要
名称は「新しい信組が新潟の地を大きく羽ばたかせるという姿勢を表現した」ものである。
はばたき信用組合として発足した時点において、新潟県内の信用組合として3番目の規模である。本店、五泉支店（旧五泉信用組合本店）、阿賀野支店（旧さくらの街信用組合・太陽信用組合本店が前身。令和5年7月10日に第四北越銀行水原中央支店旧店舗に移転）を拠点支店と位置づけている。
2023年に三條信用組合との合併に伴い、三条支店（旧三條信用組合本店）も拠点支店に加わっている。

### 営業区域
2024年（令和5年）3月末現在。
1. 新潟市、阿賀野市、五泉市、新発田市（旧北蒲原郡豊浦町）、北蒲原郡聖籠町、東蒲原郡阿賀町、三条市、見附市、燕市、加茂市、南蒲原郡田上町、長岡市（旧栃尾市及び旧南蒲原郡中之島町）。
2. 上記を除く新潟県一円、山形県酒田市（旧酒田市）、鶴岡市（旧鶴岡市及び旧西田川郡温海町）、東田川郡庄内町（旧東田川郡余目町）の地区内に住所又は居所を有する者で新潟鉄道信用組合の組合員であったもの

## 沿革
- 1953年（昭和28年）9月：亀田信用組合設立[6]。
- 1970年（昭和45年）10月：新栄信用組合に改称[6]。
- 1988年（昭和63年）4月：新潟産業信用組合と合併[6]。
- 2019年（令和元年）12月19日：さくらの街信用組合（阿賀野市）と対等合併。新栄信用組合を存続組合として、はばたき信用組合発足[3][6]。本店と本部は旧新栄信組本部・本店に置かれた[7][8]。
- 2020年（令和2年）2月28日：金融庁が自己資金の増強を目的とした20億円の公的資金注入を発表[9]。
- 2022年（令和4年）
  - 4月21日：三條信用組合（三条市）と合併する事で合意[10]。
  - 6月7日：三條信用組合と合併契約[6]。
- 2023年（令和5年）
  - 4月14日：三條信用組合との合併協議に新潟鉄道信用組合（新潟市、新潟地区JR東日本・JR貨物、関連会社の職域信組）が合流、3組合の対等合併で基本合意。
  - 6月2日:新本店での営業開始。
  - 7月10日:阿賀野支店を、第四北越銀行水原中央支店旧店舗位置に移転。
  - 11月20日：三條信用組合・新潟鉄道信用組合と対等合併、手続き上はばたき信用組合を存続組合として2信組を吸収合併[11]。
- 2025年（令和7年）
  - 2月10日：三条北支店及び三条中央支店を三条支店に統合。